# Flash Light
«Flash Light», es una canción de la banda estadounidense de funk Parliament, perteneciente al álbum Funkentelechy Vs. The Placebo Syndrome y siendo a la vez el segundo sencillo publicado de este álbum. Se considera una de las mejores canciones del grupo. Llegó al primer puesto en los Billboard Hot 100 Soul Singles en marzo de 1978. 

## Posiciones en las listas
| País           | Lista (1978)           | Posición                     |
| -------------- | ---------------------- | ---------------------------- |
| Estados Unidos | Billboard R&B Singles  | 1 (3 semanas: 4-25 de marzo) |
| Estados Unidos | U.S. Billboard Hot 100 | 16                           |